# Chakra

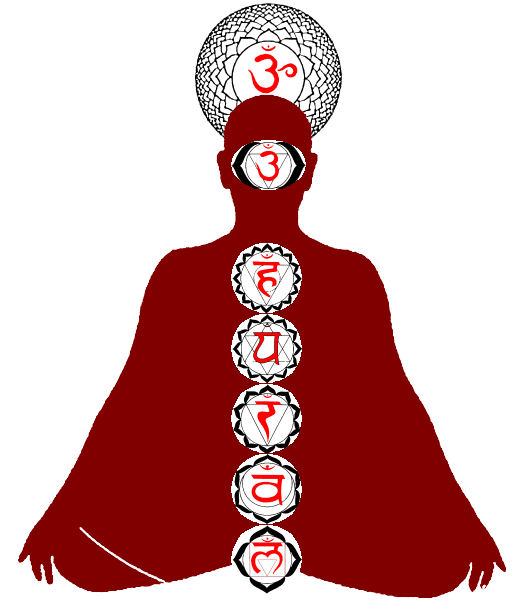
Lage der Chakren im Körper nach John Woodroffe (Pseudonym Arthur Avalon)

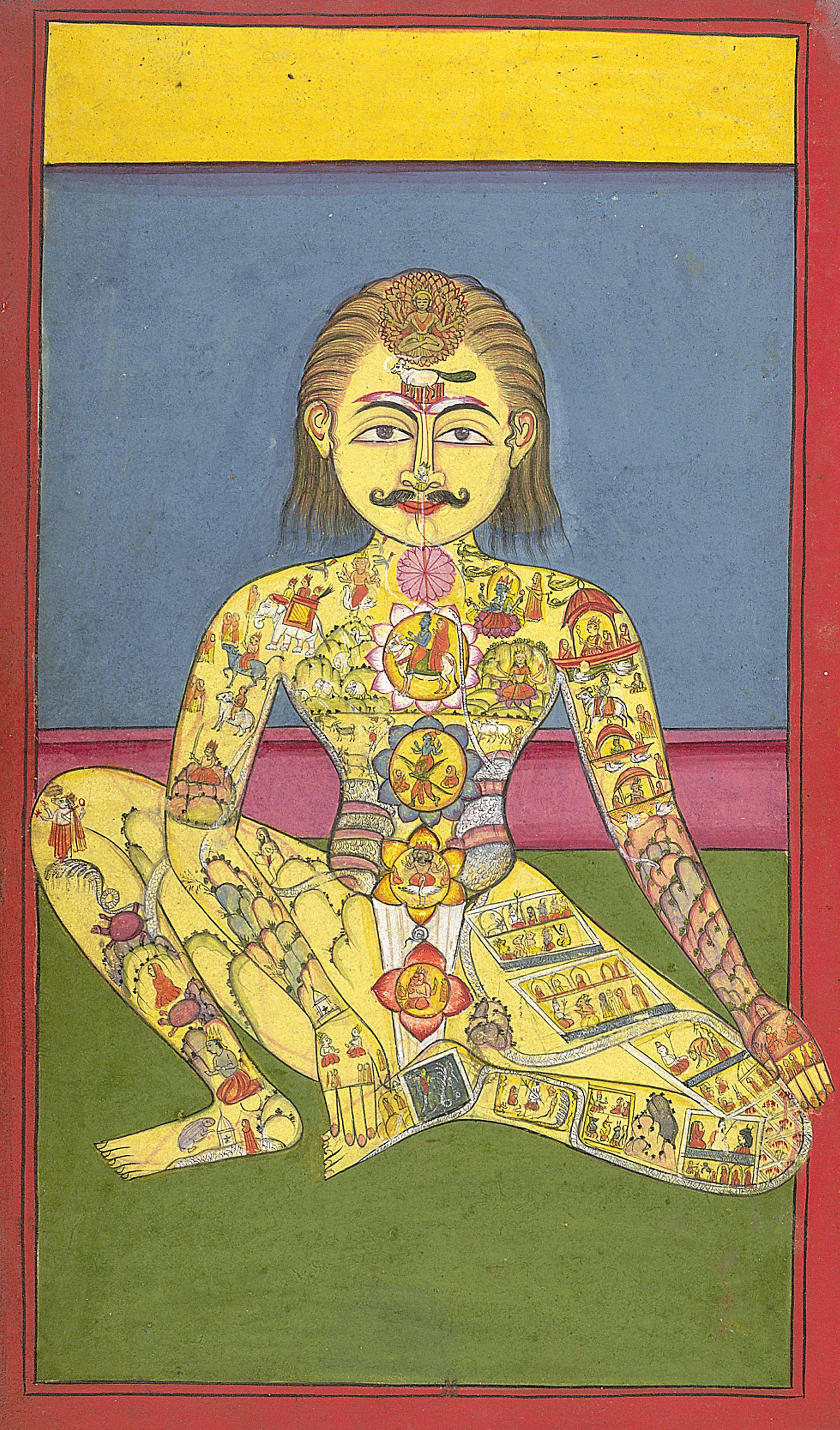
Darstellung mit sieben Hauptchakren aus einem Yogamanuskript von 1899. Im unteren, dem vierblättrigen Muladharachakra, ist Ganesha als Gottheit angegeben, im Svadhisthana Brahma, im Manipura Vishnu und im Herzchakra Shiva mit seiner Gattin Parvati

Chakrensystem mit Energiekanälen (Nadis) und Farbzuordnungen nach Sahaja Yoga A. Kundalini; B. linksseitig, Ida nadi; C. zentral, Sushumna nadi; D. rechtsseitig, Pingala nadi

Mit Chakra (Sanskrit, m., चक्र, cakra, [ʧʌkɽʌ], wörtlich: ‚Rad‘, ‚Diskus‘, ‚Kreis‘), Plural Chakren, werden im tantrischen Hinduismus, im tantrisch-buddhistischen Vajrayana, im Yoga sowie in einigen esoterischen Lehren die angenommenen subtilen Energiezentren zwischen dem physischen Körper und dem feinstofflichen Körper (vgl. Astralleib) des Menschen bezeichnet. Diese seien durch Energiekanäle verbunden.
Sieben der Chakren, die angenommenen Hauptenergiezentren des Menschen, werden an gewissen Punkten entlang der Wirbelsäule bzw. in der senkrechten Mittelachse des Körpers vorgestellt. Sie sollen durch den angenommenen mittleren Energiekanal, den Sushumna-Nadi, durch den auch die Kundalini-Kraft aufsteige, verbunden sein. Diese Kundalini, die zugrunde gelegte potentielle Kraft jedes Menschen, ruhe vor diesem Prozess „wie eine Schlange zusammengerollt“ im untersten Zentrum, dem Muladhara-Chakra. Verschiedene Lehren und Schulen variieren in ihren Auffassungen bezüglich Details wie Anzahl und genauer Lokalisation der Chakren. Meist geht man, besonders im Yoga, von einem System mit sieben Hauptchakren aus.

## Hauptchakren
Den sieben Hauptchakren ordnet man eine Anzahl von Blütenblättern einer „Lotusblume“ zu sowie, in modernen Schulen, bestimmte Farben, die aber in den Lehren variieren. Mit jedem Zentrum ist eine Gottheit verbunden, auch diese sind unterschiedlich angegeben. Die Lotusblume wird in Indien als Symbol für Reinheit, Treue, Schöpferkraft und Erleuchtung verwendet; sie steht auch dafür, dass sie ähnlich dem Chakra sich öffnet und wunderschön wird.
Als Hauptchakren gelten (in Entsprechung zur anatomischen Lage von oben nach unten):
- Sahasrara (Sanskrit सहस्रार sahasrāra), das Kronen- oder Scheitelchakra, als tausendblättriger Lotos symbolisiert.
- Ajna (Sanskrit आज्ञा ājñā), das Stirnchakra (zwei Blätter)
- Vishuddha (Sanskrit विशुद्ध viśuddha), Hals- oder Kehlchakra (sechzehn Blätter),
- Anahata (Sanskrit अनाहत anāhata), Herzchakra (zwölf Blätter),
- Manipura (Sanskrit मणिपूर maṇipūra), Nabel- oder Solarplexuschakra (zehn Blätter),
- Svadhisthana (Sanskrit स्वाधिष्ठान svādhiṣṭhāna),  das Sakral- oder Sexualchakra (sechs Blätter),
- Muladhara (Sanskrit मूलाधार mūlādhāra), als Wurzelchakra bezeichnet (vier Blätter).

Die Nennung erfolgt im Hinblick auf die in der Chakralehre angenommenen Funktionen meist von unten nach oben.
Zu jedem der unteren fünf Zentren gehört ein unterstützendes Element wie Erde, Wasser, Feuer, Wind und Äther (siehe auch Mahābhūta und Guna).

## Physischer und psychischer Einfluss
Der Zustand der Chakren soll auf die zugehörigen Organe ebenso wie auf Emotionen, Psyche und Charakter wirken. Störungen und Blockaden können sich daher sowohl auf der physischen als auch auf psychischer Ebene zeigen. Verschiedene Yogasysteme bieten Möglichkeiten, Chakren zu harmonisieren und Blockaden aufzulösen. Das postulierte Ziel des Yoga ist die Heilung von Körper, Seele und Geist, um so zu einer Ganzheit zurückzufinden und in der spirituellen Entwicklung voranzuschreiten. Sind alle sieben Hauptchakren einschließlich des Kronenchakras vollständig geöffnet und kann die Lebensenergie (Prana) ohne Blockaden und Störungen fließen, dann hat das Individuum nach hinduistischer sowie nach buddhistischer Lehre Erleuchtung erlangt.

## Chakren in den Schriften
Das hinduistische Chakrensystem kommt in verschiedenen Schriften vor, besonders in einigen Upanishaden und anderen Schriften des Veda. Weitere wichtige Erwähnungen finden sich auch in den Schriften des Tantrismus – so dem Sat-Chakra-Nirupana, Padaka-Pancaka und Gorakshashatakam.
Der Hinduphilosoph Shankara (8. Jahrhundert) geht in seiner populären Hymne Sundarya Lahiri mehrmals auf die Chakren ein.
O meine Göttin, du lebst verborgen mit deinem Gemahl im tausendblättrigen Lotus,
der durch die feinen Bahnen brechend erreicht wird,
durch die Kraft der Erde im Muladhara,
durch die Kraft des Wassers im Svadhisthana, durch die Kraft des Feuers im Manipura,
durch das Feuer der Luft im Herzen und durch die Kraft des Äthers zwischen den Augenlidern.

## Chakren in der Neuzeit
Die Chakrenlehre wurde durch die Veröffentlichungen des Briten Sir John Woodroffe (alias Arthur Avalon) dem Westen zugänglich gemacht und fand Eingang in die Theosophie und andere esoterisch-spirituelle Richtungen. Heute nimmt die Chakrenlehre eine nicht unwichtige Stelle in bestimmten Yogarichtungen zur Erweckung der Kundalini-Energie ein, im Neotantra und auch in alternativen Heilmethoden wie Reiki.

Den sieben Chakren werden u. a. bestimmte Farben bzw. Farbtöne zugeordnet:
Rot: Wurzelchakra, Muladhara
Orange: Sakralchakra, Svadhisthana
Gelb: Solarplexuschakra, Manipura
Grün: Herzchakra, Anahata
Blau: Halschakra, Vishuddha
Indigo: Stirnchakra, Ajna
Violett: Kronenchakra, Sahasrara

Von der Forschung wurde diese Lehre nur am Rande behandelt, zum Beispiel vom Psychologen Carl Gustav Jung. Wissenschaftlich nicht anerkannt sind Versuche von esoterisch-spirituellen Kreisen, die Chakren mit dem Nervensystem gleichzusetzen, wie sie unter anderem von Charles Webster Leadbeater, einem Priester und Okkultisten, vorgeschlagen wurden.
Margo Naslednikov ordnet sechs der sieben Chakren funktionell bestimmten Plexus zu und teilweise davon ausgehend innervierten endokrinen Drüsen:
- Sahasrara – Zirbeldrüse
- Ajna – Hypophyse – im Sinus cavernosus liegend, von Naslednikov als plexus cavernosus bezeichnet[6]
- Vishudda – Schilddrüse – Plexus pharyngealis[7]
- Anahata – Thymus – Plexus cardialis
- Manipura (Hara) – Pankreas – Solar plexus
- Svadisthana – Gonaden – Plexus sacralis mit dem Nervus pudendus
- Muladhara – Nebennieren – Plexus lumbalis, Plexus hypogastricus inferior